# Prêmio Guarani de Melhor Revelação
O Prêmio Guarani de Melhor Revelação é um dos prêmios oferecidos pelo Prêmio Guarani do Cinema Brasileiro, concedido pela Academia Guarani de Cinema e entregue em honra aos atores, atrizes e outros profissionais do audiovisual que se destacam no papel principal de obras cinematográficas de determinado ano. Esta categoria está presente no Guarani desde a primeira cerimônia, ocasião em que Cláudia Liz e Samuel Costa venceram o prêmio por suas interpretações em As Meninas e O Menino Maluquinho, respectivamente. A comissão de indicação é composta por mais de quarenta profissionais da crítica cinematográfica, que convidam mais críticos para a fase de seleção dos ganhadores.
Inicialmente, entre as edições de 1996 e 1997, esta categoria não apresentava concorrentes. Apenas os dois vencedores eram anunciados. No ano de 1998 a categoria não foi apresentada. Voltou em 1999 e 2000, sendo interrompida novamente até 2003, quando voltou a ser apresentada. Desta vez, voltou como as demais categorias anunciando os cinco indicados. A partir do 24° Prêmio Guarani, em 2019, a categoria foi dividida em duas, indicando a melhor revelação feminina e melhor revelação masculina.
A partir de 2008, os indicados nesta categoria não poderiam ser indicado em demais categorias principais com o intuito de celebrar mais os talentos estreantes. Por exemplo, o indicado na categoria melhor revelação, não poderia ser indicado na categoria de melhor ator, como foi o caso de Lázaro Ramos, que venceu em ambas as categorias em 2003.

## Indicados e vencedores

### 1996 a 2001:
- 1996:
  - Cláudia Liz – As Meninas como Ana Clara
  - Samuel Costa – O Menino Maluquinho como Menino Maluquinho[1]
- 1997:
  - Priscila Assum – Como Nascem os Anjos como Branquinha
  - Silvio Guindane – Como Nascem os Anjos como Japa[9]
- 1999:
  - Vinícius de Oliveira – Central do Brasil como Josué Fontenele de Paiva[5]
- 2000:
  - Marcelo Masagão, diretor, por Nós Que Aqui Estamos Por Vós Esperamos
  - José Henrique Fonseca, Arthur Fontes e Cláudio Torres, diretores, por Traição

### 2003 a 2018:
| Ano                                 | Atriz                                    | Papel/Função                            | Filme  | Ref. |
| ----------------------------------- | ---------------------------------------- | --------------------------------------- | ------ | ---- |
| 2003                                |                                          |                                         |        |      |
| Lázaro Ramos                        | João Francisco dos Santos / Madame Satã  | Madame Satã                             | [ 11 ] |      |
| André Arteche                       | Chico                                    | Houve Uma Vez Dois Verões               | [ 11 ] |      |
| Douglas Silva                       | Dadinho / Zé Pequeno                     | Cidade de Deus                          | [ 11 ] |      |
| João Jardim e Walter Carvalho       | Direção                                  | Janela da Alma                          | [ 11 ] |      |
| Ravi Ramos Lacerda                  | Pacu                                     | Abril Despedaçado                       | [ 11 ] |      |
| 2004                                |                                          |                                         | [ 11 ] |      |
| Wagner Moura                        | Edvaltécio Barbosa da Anunciação "Taoca" | Deus É Brasileiro                       | [ 12 ] |      |
| Ailton Graça                        | Majestade                                | Carandiru                               | [ 12 ] |      |
| Anna Muylaert                       | Direção                                  | Amarelo Manga                           | [ 12 ] |      |
| Cláudio Assis                       | Direção e Roteiro                        | Amarelo Manga                           | [ 12 ] |      |
| Natália Lage                        | Érica                                    | O Homem do Ano                          | [ 12 ] |      |
| 2005                                |                                          |                                         | [ 12 ] |      |
| Daniel de Oliveira                  | Cazuza                                   | Cazuza: O Tempo Não Para                | [ 13 ] |      |
| Cléo Pires                          | Ariela Masé / Castana Beatriz            | Benjamim                                | [ 13 ] |      |
| Débora Lamm                         | Ruth                                     | Seja o que Deus Quiser!                 | [ 13 ] |      |
| Heitor Dhalia                       | Direção                                  | Nina                                    | [ 13 ] |      |
| Sílvia Lourenço                     | Soninha                                  | Contra Todos                            | [ 13 ] |      |
| 2006                                |                                          |                                         | [ 13 ] |      |
| Alice Braga                         | Karinna                                  | Cidade Baixa                            | [ 14 ] |      |
| Breno Silveira                      | Direção                                  | 2 Filhos de Francisco                   | [ 14 ] |      |
| João Miguel                         | Ranulpho                                 | Cinema, Aspirinas e Urubus              | [ 14 ] |      |
| Marcelo Gomes                       | Direção                                  | Cinema, Aspirinas e Urubus              | [ 14 ] |      |
| Sérgio Machado                      | Direção                                  | Cidade Baixa                            | [ 14 ] |      |
| 2007                                |                                          |                                         | [ 14 ] |      |
| Hermila Guedes                      | Hermila/Suely                            | O Céu de Suely                          | [ 15 ] |      |
| Fernanda Carvalho                   | Maria                                    | Anjos do Sol                            | [ 15 ] |      |
| Gustavo Falcão                      | Antônio                                  | A Máquina                               | [ 15 ] |      |
| Lilian Taublib                      | Inês                                     | Crime Delicado                          | [ 15 ] |      |
| Michel Joelsas                      | Mauro Gadelha                            | O Ano em que Meus Pais Saíram de Férias | [ 15 ] |      |
| 2008                                |                                          |                                         |        |      |
| Philippe Barcinski                  | Direção                                  | Não por Acaso                           | [ 16 ] |      |
| Fernanda Paes Leme                  | Melissa                                  | Podecrer!                               | [ 16 ] |      |
| Maxwell Nascimento                  | Querô                                    | Querô                                   | [ 16 ] |      |
| Negra Li                            | Preta                                    | Antônia                                 | [ 16 ] |      |
| Sidney Santiago                     | Héracles                                 | Os 12 Trabalhos                         | [ 16 ] |      |
| 2009                                |                                          |                                         | [ 16 ] |      |
| Fabiula Nascimento                  | Íria                                     | Estômago                                | [ 17 ] |      |
| Kaíque de Jesus Santos              | Reginaldo                                | Linha de Passe                          | [ 17 ] |      |
| Marcelo Mello Jr.                   | Alessandro "Alê"                         | Última Parada 174                       | [ 17 ] |      |
| Rafael Raposo                       | Noel Rosa                                | Noel: O Poeta da Vila                   | [ 17 ] |      |
| Vitória Frate                       | Nina                                     | Era Uma Vez...                          | [ 17 ] |      |
| 2010                                |                                          |                                         | [ 17 ] |      |
| Caroline Abras                      | Marcin                                   | Se Nada Mais Der Certo                  | [ 18 ] |      |
| Eduardo Valente                     | Direção                                  | No Meu Lugar                            | [ 18 ] |      |
| João Gabriel Vasconcellos           | Francisco Paz de Toledo                  | Do Começo ao Fim                        | [ 18 ] |      |
| Laura Neiva                         | Filipa                                   | À Deriva                                | [ 18 ] |      |
| Maria Clara Spinelli                | Suzana                                   | Quanto Dura o Amor?                     | [ 18 ] |      |
| 2011                                |                                          |                                         | [ 18 ] |      |
| Francisco Miguez                    | Mano                                     | As Melhores Coisas do Mundo             | [ 19 ] |      |
| Amanda Diniz                        | Daiane                                   | Sonhos Roubados                         | [ 19 ] |      |
| Gabriela Rocha                      | Carol                                    | As Melhores Coisas do Mundo             | [ 19 ] |      |
| Marat Descartes                     | Valter                                   | Os Inquilinos                           | [ 19 ] |      |
| Pedro Tergolina                     | Daniel                                   | Antes que o Mundo Acabe                 | [ 19 ] |      |
| 2012                                |                                          |                                         | [ 19 ] |      |
| Igor Cotrim                         | Madona                                   | Elvis e Madona                          | [ 20 ] |      |
| André Ristum                        | Direção                                  | Meu País                                | [ 20 ] |      |
| Fabiano de Souza                    | Direção                                  | A Última Estrada da Praia               | [ 20 ] |      |
| Felipe Abib                         | Bernardo                                 | 180 Graus                               | [ 20 ] |      |
| Fernanda de Freitas                 | Malu                                     | Malu de Bicicleta                       | [ 20 ] |      |
| 2013                                |                                          |                                         | [ 20 ] |      |
| Adélio Lima                         | Luiz Gonzaga                             | Gonzaga: de Pai pra Filho               | [ 21 ] |      |
| Chambinho do Acordeon               | Luiz Gonzaga                             | Gonzaga: de Pai pra Filho               | [ 21 ] |      |
| João Miguel                         | Luiz Gonzaga                             | Gonzaga: de Pai pra Filho               | [ 21 ] |      |
| Ney Matogrosso                      | Bandido da Luz Vermelha                  | Luz nas Trevas                          | [ 21 ] |      |
| Vinícius Nascimento                 | Duda                                     | À Beira do Caminho                      | [ 21 ] |      |
| 2014                                |                                          |                                         | [ 21 ] |      |
| Jesuíta Barbosa                     | Arlindo Araújo "Fininha"                 | Tatuagem                                | [ 22 ] |      |
| Caetano Gotardo                     | Direção e Roteiro                        | O Que Se Move                           | [ 22 ] |      |
| Graziela Felix                      | Rânia                                    | Rânia                                   | [ 22 ] |      |
| Gustavo Jahn                        | João                                     | O Som ao Redor                          | [ 22 ] |      |
| Rodrigo Garcia                      | Paulo "Paulete"                          | Tatuagem                                | [ 22 ] |      |
| 2015                                |                                          |                                         | [ 22 ] |      |
| Ghilherme Lobo                      | Leonardo                                 | Hoje Eu Quero Voltar Sozinho            | [ 23 ] |      |
| Fabio Audi                          | Gabriel                                  | Hoje Eu Quero Voltar Sozinho            | [ 23 ] |      |
| Giovanni Gallo                      | Caio                                     | De Menor                                | [ 23 ] |      |
| João Pedro Zappa                    | João                                     | João Pedro Zappa                        | [ 23 ] |      |
| Tess Amorim                         | Giovanna                                 | Hoje Eu Quero Voltar Sozinho            | [ 23 ] |      |
| 2016                                |                                          |                                         | [ 23 ] |      |
| Camila Márdila                      | Jéssica Ferreira                         | Que Horas Ela Volta?                    | [ 24 ] |      |
| Filipe Matzembacher e Márcio Reolon | Direção                                  | Beira-Mar                               | [ 24 ] |      |
| Matheus Fagundes                    | Serginho                                 | Ausência                                | [ 24 ] |      |
| Renata Pinheiro                     | Direção                                  | Amor, Plástico e Barulho                | [ 24 ] |      |
| Thales Cavalcanti                   | Jean Cavalcanti                          | Casa Grande                             | [ 24 ] |      |
| 2017                                |                                          |                                         | [ 24 ] |      |
| Valentina Herszage                  | Bia                                      | Mate-me Por Favor                       | [ 25 ] |      |
| Eduardo Gomes                       | Deodato                                  | Sinfonia da Necrópole                   | [ 25 ] |      |
| Lourinelson Vladmir                 | Salvador                                 | Para Minha Amada Morta                  | [ 25 ] |      |
| Naomi Nero                          | Pierre/Felipe                            | Mãe Só Há Uma                           | [ 25 ] |      |
| Sandro Aliprandini                  | Ênio                                     | Ponto Zero                              | [ 25 ] |      |
| 2018                                |                                          |                                         | [ 25 ] |      |
| Isabél Zuaa                         | Preta                                    | Joaquim                                 | [ 26 ] |      |
| Isabela Torres                      | Irene de Neuza                           | As Duas Irenes                          | [ 26 ] |      |
| Kelner Macêdo                       | Elias                                    | Corpo Elétrico                          | [ 26 ] |      |
| Maria Galant                        | Ana Luíza (Nalu)                         | Mulher do Pai                           | [ 26 ] |      |
| Priscila Bittencourt                | Irene de Mirinha                         | As Duas Irenes                          | [ 26 ] |      |

### 2019 - presente:
| Ano  | Melhor Revelação Feminina | Melhor Revelação Masculina | Ref.   |
| ---- | --- | --- | ------ |
| 2019 | - Tifanny Dopke – Ferrugem como Tati - Aline Brunne – Café com Canela como Violeta - Bárbara Luz – Unicórnio como Maria - Bianca Bin – Canastra Suja como Emília - Luíza Tiso – O Beijo no Asfalto como Dália                                                                    | - Shico Menegat – Tinta Bruta como Pedro - Giovanni de Lorenzi – Ferrugem como Renet - Jaloo – Paraíso Perdido como Ímã - Konstantinos Sarris – Benzinho como Fernando - Thalles Cabral – Yonlu como Yoñlu                            | [ 27 ] |
| 2020 | - Julia Stockler – A Vida Invisível como Ana Margarida "Guida" Gusmão - Carol Duarte – A Vida Invisível como Eurídice Gusmão Campello - Giulia Benite – Turma da Mônica – Laços como Mônica - Jeanne Boudier – Deslembro como Joana - MC Carol – No Coração do Mundo como Brenda | - Christian Malheiros – Sócrates como Sócrates - Kevin Vechiatto – Turma da Mônica – Laços como Cebolinha - Rafael Martins – Inferninho como Coelho - Russo APR – Temporada como Russão - Valmir do Coco – Azougue Nazaré como Catita | [ 28 ] |